# Planipapillus tectus
Planipapillus tectus är en klomaskart som beskrevs av Reid 2000. Planipapillus tectus ingår i släktet Planipapillus och familjen Peripatopsidae. Inga underarter finns listade i Catalogue of Life.